# Reattore nucleare A1B
Il reattore nucleare A1B è un reattore nucleare progettato per essere usato dalla US Navy, per fornire energia elettrica e propulsione alle navi. La designazione A1B sta per:
- A = la portaerei (aircraft)
- 1 = la prima generazione pensata dal progettista
- B = Bechtel è la casa produttrice

Inizialmente pensato per le portaerei CVN-21, ora potrebbe rimpiazzare i reattori nucleari A4W della classe Nimitz.
Ecco l'elenco delle navi che dovrebbero usarlo:
- Classe Nimitz
  - USS Carl Vinson (CVN-70)
  - USS Theodore Roosevelt (CVN-71)
  - USS Abraham Lincoln (CVN-72)
  - USS George Washington (CVN-73)
  - USS John C. Stennis (CVN-74)
  - USS Harry S. Truman (CVN-75)
  - USS Ronald Reagan (CVN-76)
  - USS George H. W. Bush (CVN-77)
- Classe Gerald R. Ford
  - USS Gerald R. Ford (CVN-78)
  - USS John F. Kennedy (CVN-79)
  - USS Enterprise (CVN-80)